# Pan-Afrikaanse Oceaan
De Pan-Afrikaanse Oceaan was de superoceaan die het supercontinent Pannotia omvatte. Dit continent bestond van 600 tot 540 miljoen jaar geleden, maar de oceaan is mogelijk ouder. De Pan-Afrikaanse Oceaan is bij het begin van het Fanerozoïcum 542 miljoen jaar geleden geleidelijk vervangen door Panthalassa.